# A csók (film, 1896)
A csók (eredeti cím: The Kiss) William Heise 1896-ban készített filmfelvétele, melyen a filmtörténet első csókja látható. A film megjelenése után nagy felháborodást váltott ki, többen erkölcstelennek tartották, de mégis korának egyik legnépszerűbb filmjévé vált.

## A film
A mindössze 18 másodperces filmecskén May Irwin és John Rice csókja látható a The Widow Jones című Broadway-musical utolsó jelenetéből. A felvétel helyszínét illetően a források nem egységesek: a Black Maria stúdiót és a New York-i Raff & Gammon stúdióját egyaránt említik.
A csókot 1896. július 21-én Ottawában mutatták be.
Az Egyesült Államok Nemzeti Filmmegőrzési Bizottsága kulturális jelentősége miatt 1999-ben az amerikai filmes örökség részévé nyilvánította és fokozott védelemben részesítette.